# FaceApp
FaceApp是由位于賽普勒斯的公司FaceApp Technology Limited开发的一種可以運行在IOS和Android上的照片和影片編輯应用程序，於2017年1月推出。 该应用程序可以通过基于人工智能的生物神经网络來更改照片中的人脸面部表情以及樣貌，比如改變头发颜色、发型、年龄，加上眼镜以及胡须。